# Glanshammars landsfiskalsdistrikt
Glanshammars landsfiskalsdistrikt var 1918–1964 ett landsfiskalsdistrikt i Örebro län, bildat när Sveriges indelning i landsfiskalsdistrikt trädde i kraft den 1 januari 1918, enligt beslut den 7 september 1917. Den 1 januari 1965 avskaffades i Sverige samtliga landsfiskaler och landsfiskalsdistrikt, och deras arbetsuppgifter delades upp på de nyskapade indelningarna polisdistrikt, åklagardistrikt och kronofogdedistrikt.
Landsfiskalsdistriktet låg under länsstyrelsen i Örebro län.

## Ingående områden
När Sveriges nya indelning i landsfiskalsdistrikt trädde i kraft den 1 oktober 1941 (enligt kungörelsen den 28 juni 1941) tillfördes Almby landskommun från Örebro landsfiskalsdistrikt, Stora Mellösa landskommun från det upphörda Askers landsfiskalsdistrikt samt kommunerna Ekeby, Gällersta och Norrbyås från Sköllersta landsfiskalsdistrikt. Den 1 januari 1943 (enligt beslut den 21 augusti 1942) inkorporerades Almby landskommun i Örebro stad. När Sveriges nya indelning i landsfiskalsdistrikt trädde i kraft den 1 januari 1952 (enligt kungörelsen 1 juni 1951) ändrades distriktets omfattning.

### Från 1918
Glanshammars härad:
- Glanshammars landskommun
- Götlunda landskommun
- Lillkyrka landskommun
- Rinkaby landskommun
- Ödeby landskommun

### Från 1 oktober 1941
Askers härad:
- Stora Mellösa landskommun

Glanshammars härad:
- Glanshammars landskommun
- Götlunda landskommun
- Lillkyrka landskommun
- Rinkaby landskommun
- Ödeby landskommun

Sköllersta härad:
- Ekeby landskommun
- Gällersta landskommun
- Norrbyås landskommun

Örebro härad:
- Almby landskommun

### Från 1943
Askers härad:
- Stora Mellösa landskommun

Glanshammars härad:
- Glanshammars landskommun
- Götlunda landskommun
- Lillkyrka landskommun
- Rinkaby landskommun
- Ödeby landskommun

Sköllersta härad:
- Ekeby landskommun
- Gällersta landskommun
- Norrbyås landskommun

### Från 1 januari 1952
- Axbergs landskommun
- Glanshammars landskommun
- Mosjö landskommun
- Tysslinge landskommun